# Winterborne St Martin
Winterborne St Martin lub Martinstown – wieś w Anglii, w hrabstwie Dorset, w dystrykcie (unitary authority) Dorset. Leży 6 km na zachód od miasta Dorchester i 190 km na południowy zachód od Londynu.